# Abu Bakr Khairat
Abu Bakr Khairat (10. april 1910 i Kairo, Egypten - 1963) var en egyptisk klassisk komponist, pianist, lærer, rektor og arkitekt.
Khairat var en af de første betydelige egyptiske komponister. Han komponerede i romantisk klassisk stil, men var også inspireret af den egyptiske folklore som han tilførte i sin musik. Han komponerede den første egyptiske symfoni. Khairat studerede komposition og klaver privat i Kairo og i Paris.
Han har komponeret 3 symfonier, en klaverkoncert, orkesterværker, sange, oratorier og klaverstykker. 
Khairat var rektor og lærer på Musikkonservatoriet i Kairo (1959-1963), han var også en højt estimeret arkitekt.

## Udvalgte værker
- Symfoni nr. 1 "Revolutionen" (1954) - for orkester
- Symfoni nr. 2 "Folkesymfoni" (1954) - for orkester
- Symfoni nr. 3 (1958) - for orkester
- "Isis prolog" (1956) - for orkester
- "Populær sekvens" (1958) - for orkester
- 2 klaverkoncerter (1944, 1962) - for klaver og orkester